# Bugs Bunny à Hollywood
Pour plus de détails, voir Fiche technique et Distribution.
Bugs Bunny à Hollywood (What's Cookin' Doc?) est un dessin animé Merrie Melodies réalisé par Bob Clampett et mettant en scène Bugs Bunny.

## Fiche technique
- Titre original : What's Cookin' Doc?
- Réalisation : Bob Clampett
- Scénariste : Michael Sasanoff
- Producteur : Leon Schlesinger (Leon Schlesinger Studios)
- Distribution : 
  - Warner Bros. Pictures (1944) (USA) (cinéma)
  - MGM/UA Home Entertainment (1992) (USA) (cassette vidéo)
  - Warner Home Video (2006) (USA) (DVD)
- Composition : Carl W. Stalling (non crédité)
- Langue : anglais
- Date de sortie : 8 janvier 1944
- Genre : comédie
- Format : Technicolor - mono - 1,37:1 - 35 mm
- Durée : 8 minutes

- Direction de la musique : Carl W. Stalling
- Orchestration : Milt Franklyn (non crédité)
- Montage : Treg Brown (non crédité)
- Effets sonores : Treg Brown

- Animateurs :
  - Robert McKimson (comme Bob McKimson)
  - Jack Bradbury (non crédité)
  - Manny Gould (non crédité)
  - Rod Scribner (non crédité)

## Distribution
- Mel Blanc : Bugs Bunny